# 円満寺 (奈良市)
圓満寺（えんまんじ）は、奈良県奈良市山町にある寺院である。本尊は青面金剛。大和北部八十八ヶ所霊場第69番札所。寺務所は下山町公民館としても利用されている。

## 文化財

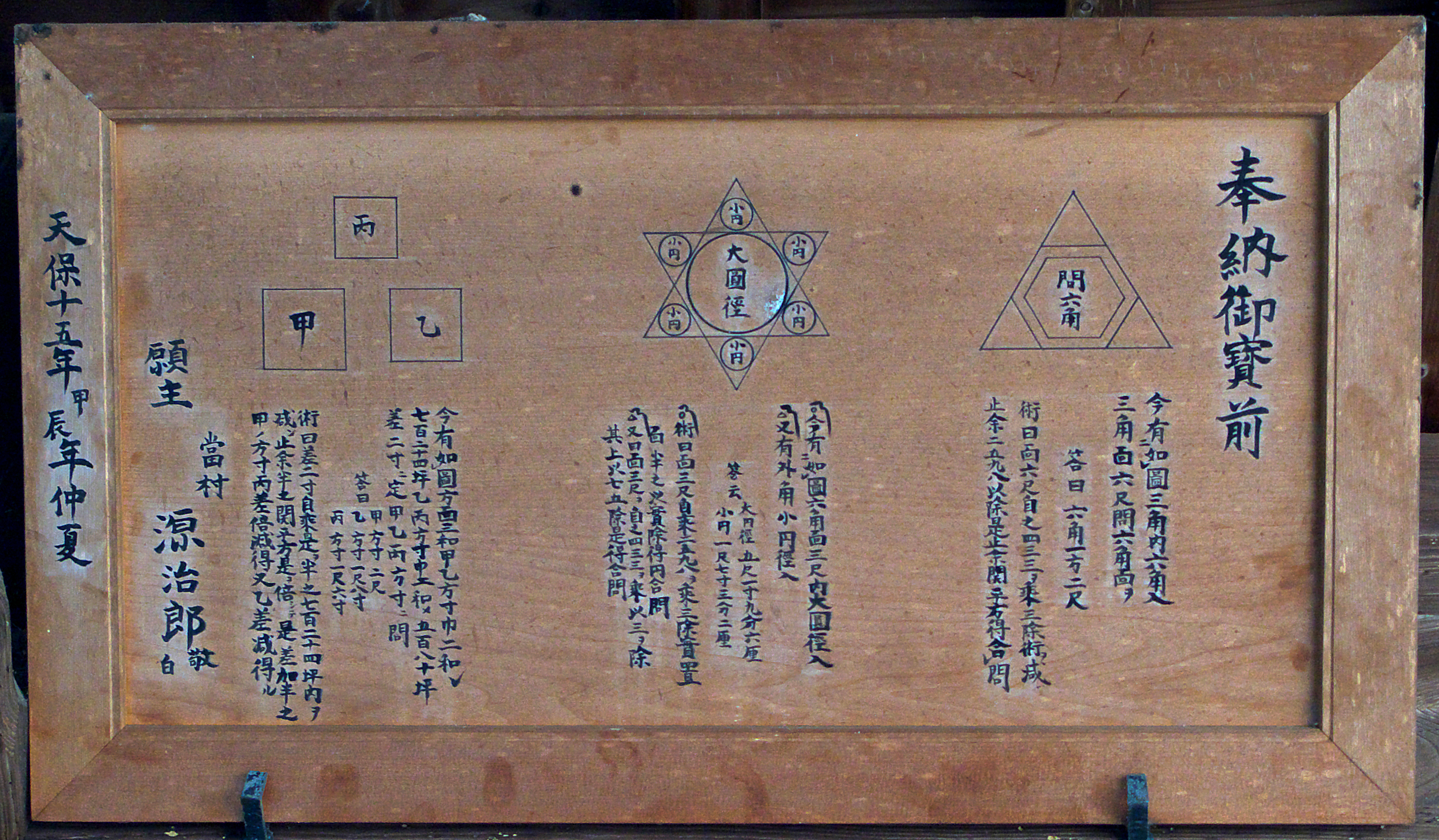
算額

### 奈良市指定有形民俗文化財
- 算額（一面） 平成6年（1994年）3月2日指定[1]。天保15年（1844年）源治郎奉納 （復元額を掲額）。

## アクセス
- JR桜井線帯解駅下車徒歩10分